# 사드르
백조자리 감마는 백조자리에 있는 별로, 전통적인 이름으로는 사드르, 사디르, 사도르로 불려 왔다. 어원은 아랍어 صدر şadr에서 왔으며, 뜻은 ‘가슴’이다.
이 별 주위에는 무정형 성운 IC1318(백조자리 감마 지대)가 형성되어 있다.